# Bailin, Shandong
Bailin (kinesiska: 柏林镇, 柏林) är en köping i Kina. Den ligger i provinsen Shandong, i den östra delen av landet, omkring 140 kilometer sydost om provinshuvudstaden Jinan. Antalet invånare är 42275. Befolkningen består av 21 094 kvinnor och 21 181 män. Barn under 15 år utgör 17,0 %, vuxna 15-64 år 70 %, och äldre över 65 år 12,0 %.
Genomsnittlig årsnederbörd är 902 millimeter. Den regnigaste månaden är juli, med i genomsnitt 265 mm nederbörd, och den torraste är januari, med 5 mm nederbörd.